# Aulus Licini Nerva Silià
Aulus Licini Nerva Silià (llatí: Aulus Licinius Nerva Silianus) va ser un magistrat romà. Probablement era fill de Publi Sili, un destacat cap militar sota August i cònsol l'any 20 aC junt amb Marc Appuleu. Va ser adoptat per algun Licini Nerva i d'aquí el canvi de nom. Formava part de la gens Sília, i per adopció, de la gens Licínia.
Era amic personal d'August, va participar en la guerra contra la gran revolta il·lírica que es va produir a Dalmàcia i Panònia entre els anys 6 i 9. Com a recompensa va ser nomenat cònsol l'any 7 juntament amb Quint Cecili Metel Crètic, però sembla que va morir el 30 de juny d'aquell any en presència del mateix August. Dió Cassi l'anomena Licinius Silanus i el cònsol de l'any 20 aC apareix mencionat als Fasti com Publius Silius Nerva, i sembla que el cognomen Nerva pertanyi als Silii.